# Rizvanovići
Rizvanovići (en serbe cyrillique : Ризвановићи) est un village de Bosnie-Herzégovine. Il est situé sur le territoire de la ville de Prijedor et dans la république serbe de Bosnie. Selon les premiers résultats du recensement bosnien de 2013, il compte 899 habitants.

## Géographie
Le village est situé à l'ouest de Prijedor, sur les bords de la rivière Ljubija, un affluent de la Sana.

## Démographie

### Évolution historique de la population dans la localité
| 1948 | 1953 | 1961  | 1971  | 1981  | 1991  | 2013 |
| ---- | ---- | ----- | ----- | ----- | ----- | ---- |
| -    | -    | 1 007 | 1 174 | 1 433 | 1 571 | 899  |

|  |